# ایستگاه بالتیک تالین
ایستگاه بالتیک تالین (استونیایی: Balti jaam) یا بالتی یام ایستگاه مرکزی راه‌آهن در شهر تالین، استونی است.
این ایستگاه که در سال ۱۸۷۰ تأسیس شده، از مقصدهای بین‌المللی آن می‌توان به مسکو و سن پترزبورگ اشاره کرد.

## نگارخانه

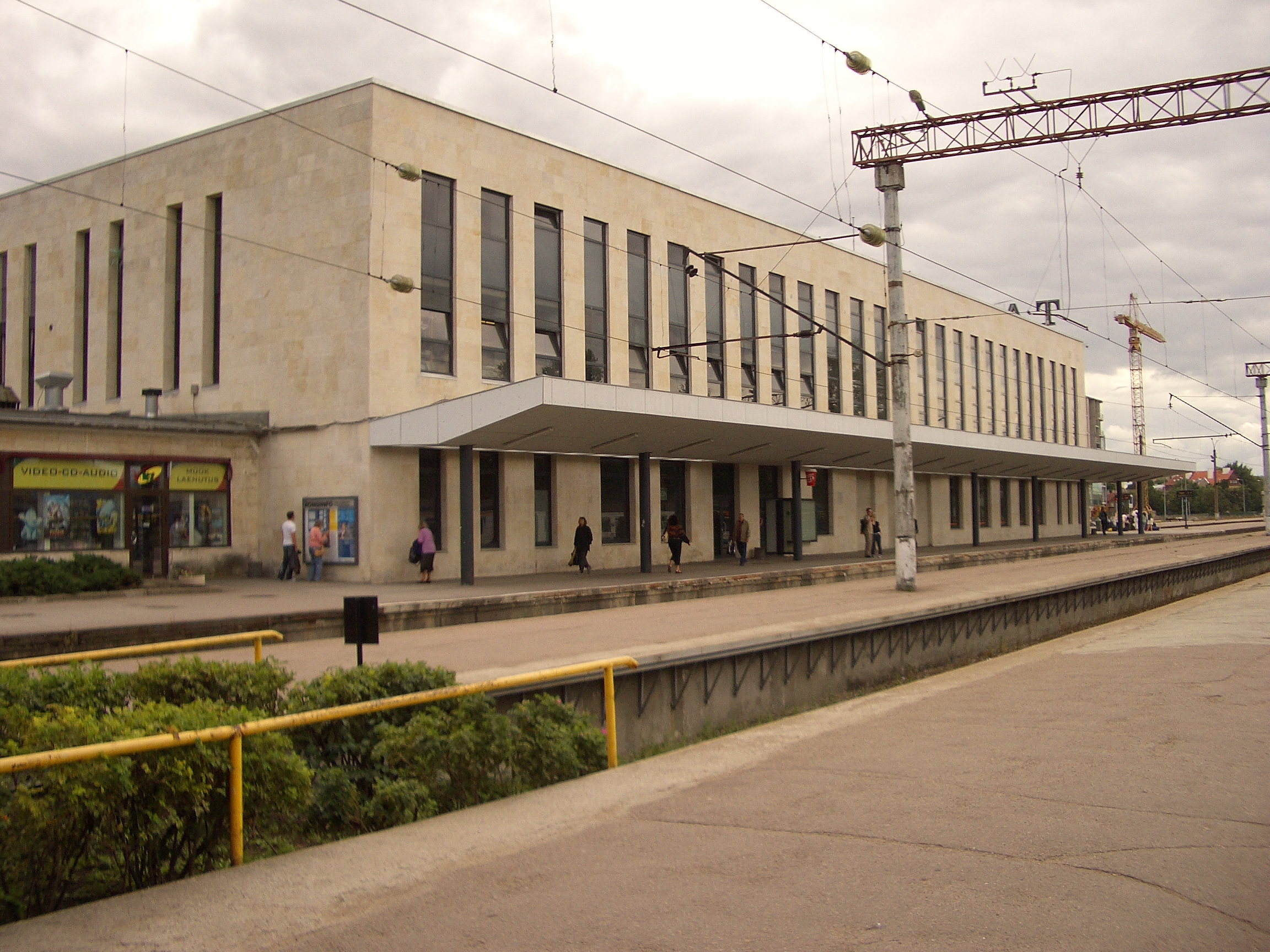
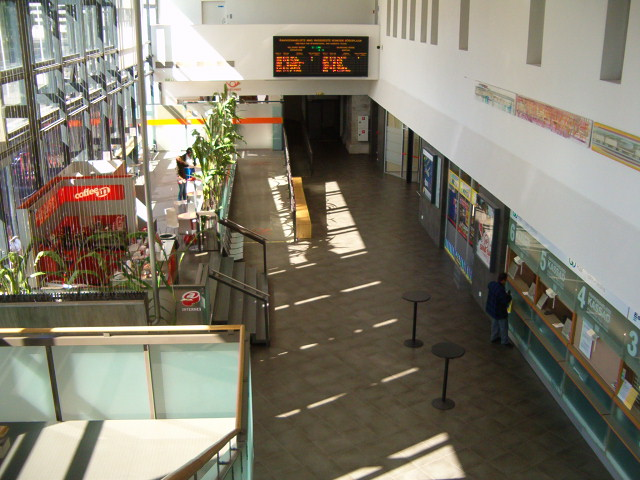